# Cã Mamudo
Cã Mamudo – wieś w Gwinei Bissau, w regionie Gabú.